# Zero absoluto

Numa escala progressiva, o zero absoluto seria a temperatura de menor energia possível. Teoricamente, seria a temperatura na qual a entropia atingiria seu valor mínimo que, segundo a interpretação clássica, a energia cinética e térmica mutuamente equivalem a zero. As leis da termodinâmica afirmam que o zero absoluto não pode ser alcançado utilizando-se apenas métodos termodinâmicos. Um sistema no zero absoluto ainda possui a menor quantidade de energia possível segundo a mecânica quântica - a energia cinética de seu estado menos energético não pode ser removida.
Sendo assim, o zero absoluto Kelvin ficou localizado a -273,15 °C da escala Celsius, que tem como referencial o ponto de congelamento da água. Isso equivale a -459,67 °F na escala Fahrenheit e 0 Ra na escala Rankine. Cientistas já atingiram temperaturas muito próximas do zero absoluto, onde a matéria exibe efeitos quânticos como, por exemplo, a supercondutividade e a superfluidez.

## Escalas de temperatura absolutas
Temperatura absoluta, ou temperatura termodinâmica, é convencionalmente medida em Kelvins, que possui os mesmos incrementos da escala Celsius e é amplamente usada, ou em Rankine, que compartilha a mesma unidade da escala Fahrenheit e é raramente utilizada.
| Escala     | Zero absoluto | Ponto de fusão da água | Ponto de ebulição da água |
| ---------- | ------------- | ---------------------- | ------------------------- |
| Kelvin     | 0 K           | 273,15 K               | 373,15 K                  |
| Rankine    | 0 Ra          | 491,67 Ra              | 671,67 Ra                 |
| Celsius    | -273,15 ºC    | 0 ºC                   | 100 ºC                    |
| Fahrenheit | -459,67 ºF    | 32 ºF                  | 212 ºF                    |
| Réaumur    | -218,52 ºRé   | 0 ºRé                  | 80 ºRé                    |

## A Termodinâmica do zero absoluto
Em temperaturas próximas a 0 K, praticamente todo movimento molecular cessa e a variação da entropia é nula para qualquer processo adiabático, de modo que substâncias puras podem formar (idealmente) cristais perfeitos conforme T tende a 0. A terceira lei da termodinâmica de Max Planck afirma que a entropia de um cristal perfeito desaparece no zero absoluto. O teorema original do calor de Nernst faz a menos controversa afirmação que  a variação na entropia para qualquer processo isotérmico tende a 0 conforme T também tende a 0:
{\displaystyle \lim _{T\to 0}\Delta S=0}
Isso implica que a entropia de um cristal perfeito simplesmente se aproxima de um valor constante. 
O postulado de Nernst identifica a isoterma T = 0 como coincidente com a adiabata S = 0, embora outras isotermas e adiabatas sejam distintas. Já que duas adiabatas nunca se interceptam, somente a que representa S = 0 pode intersectar a isoterma T = 0. Consequentemente, nenhum processo adiabático que começa em uma temperatura diferente de zero pode levar ao zero absoluto. Uma afirmação mais assertiva é de que é impossível atingir o zero absoluto por qualquer procedimento em um número finito de etapas.
O calor específico e a entropia de um cristal puro são proporcionais a T3, enquanto que a entalpia é proporcional a T4. Essas grandezas diminuem quando T tende a 0, também se aproximando de 0. O calor específico tende a 0 em qualquer material no zero absoluto, não necessariamente em cristais, assim como o coeficiente de expansão térmica.
Segundo a relação entre a variação da energia livre de Gibbs, da entalpia e da entropia:
{\displaystyle \Delta G=\Delta H-T\Delta S\,}
quando T diminui, ΔG e ΔH se aproximam. Como em processos espontâneos ΔG < 0, quando T = 0, ΔH < 0 e o processo é exotérmico. Isto confirma que o estado mais estável de um sistema é o que envolve a maior liberação de calor.

## Determinação experimental
Existem muitas maneiras experimentais de definir o zero absoluto, uma delas é utilizando um termômetro de gás a volume constante. Esse termômetro utiliza um bulbo cheio de gás (como o hélio por exemplo), com volume bem definido, acoplado a um manômetro por meio de um tubo capilar. O manômetro contém uma substância (como mercúrio por exemplo) e uma de suas extremidades está ligada ao bulbo com gás e a outra extremidade está aberta à pressão atmosférica. A pressão interna do gás no bulbo é dada pela expressão:
{\displaystyle p=p_{0}+\rho gh}
Onde p0 é a pressão atmosférica, ρ é a densidade do mercúrio, g é a constante gravitacional e h é o desnível entre os dois ramos de cada extremidade do manômetro.
Para medir uma temperatura usando esse termômetro, coloca-se o bulbo em contato térmico com a substância cuja temperatura se deseja medir, como por exemplo, a água em um recipiente com o bulbo imerso. Como o volume é constante e obtém-se o valor da pressão do gás por meio da expressão acima, podemos achar a temperatura por meio da equação de estado dos gases ideais.
Para definir a escala de temperatura do zero absoluto, faz-se medidas de duas temperaturas bem definidas, a temperatura da água no estado de fusão e no estado de vaporização.
Definimos as pressões correspondentes por Pf0 e Pv0 para uma massa M0. Fazemos a mesma medida para uma quantidade de massa menor M1, obtemos os valores Pf1 < Pf0 e Pv1 < Pv0. Fazendo novamente a medida com uma massa M2 temos Pf2 < Pf1 e Pv2 < Pv1 e assim sucessivamente até tornarmos o gás o mais rarefeito possível.
Colocando esses dados num gráfico obtém-se uma reta que, se for extrapolada (idealmente repetindo o experimento com diferentes gases), percebe-se que a medida que o gás fica mais rarefeito (menos quantidade de matéria) a razão Pv/Pf aproxima-se de um valor constante à medida que a quantidade de matéria tende a 0, ou seja:
{\displaystyle \lim _{M\to 0}\left({\frac {Pv}{Pf}}\right)=\lim _{M\to 0}\left({\frac {\frac {nRTv}{V}}{\frac {nRTf}{V}}}\right)=\lim _{M\to 0}\left({\frac {Tv}{Tf}}\right)\simeq 1,3661}

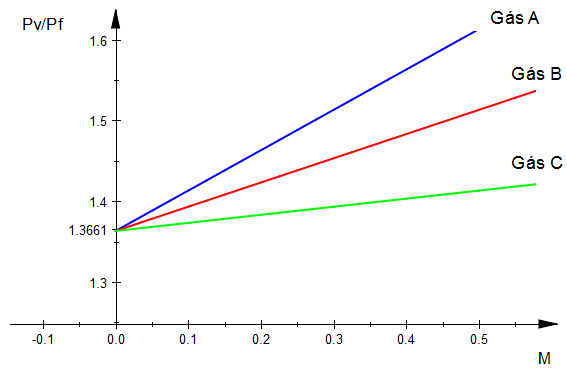
Razão entre a temperatura de fusão e temperatura de vaporização em função da quantidade de matéria

Para concluir a definição dessa escala termométrica definimos a diferença entre Tf e Tg como sendo 100 K (100 graus Kelvin) correspondendo com a diferença adotada para a escala Celsius.
Desse modo podemos isolar a temperatura Tf por meio das duas expressões acima, resultando em:
{\displaystyle Tv=100+Tf}
{\displaystyle {\frac {Tv}{Tf}}=1,3661}
{\displaystyle {\frac {100+Tf}{Tf}}=1,3661}
{\displaystyle {\frac {100}{Tf}}+1=1,3661}
{\displaystyle {\frac {100}{Tf}}=0,3661}
{\displaystyle Tf={\frac {100}{0,3661}}}
{\displaystyle Tf\simeq 273,15K}
Logo a relação entre as duas escalas fica dada pela fórmula:
{\displaystyle T(}o{\displaystyle C)=T-Tf=T-273,15}
Para descobrir o valor do zero absoluto na escala célsius tomamos T = 0
{\displaystyle Tc=0-273,15=-273,15^{\circ }C}

## História

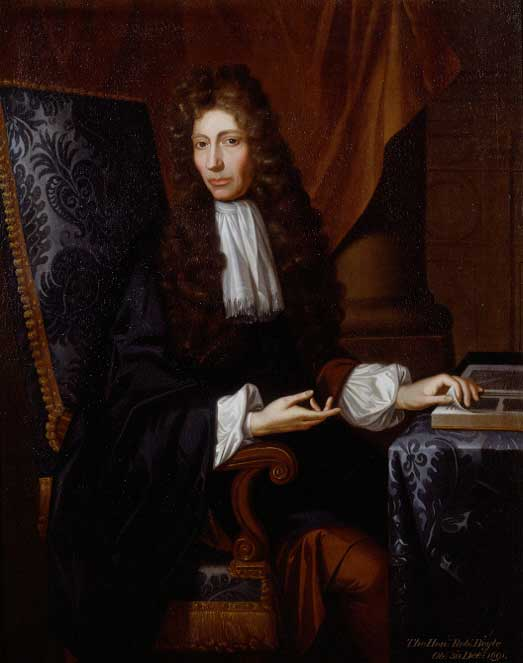
Boyle foi o primeiro a ter a ideia do zero absoluto.

Robert Boyle foi o pioneiro da ideia de um zero absoluto. Sua obra de 1665, New Experiments and Observations touching Cold, articulou a disputa conhecida como primum frigidum. O conceito era bem conhecido por Naturalistas da época. Alguns afirmavam que uma temperatura mínima ocorria na terra (um dos chamados "quatro elementos"), outros no ar ou até na água. Mas todos concordavam que "Há algum corpo que é por sua própria natureza tão frio e que na sua companhia todos os outros corpos adquirem tal qualidade.".

### Limite para o "grau de frieza"
A questão sobre a existência ou não de um limite para o nível de frieza, e, se sim, onde deve ser colocado o zero, foi primeiro pensada pelo médico francês Guillaume Amontons em 1702, relacionada com as melhorias feitas no termômetro de ar. No seu instrumento, a temperatura era indicada pela altura na qual uma coluna de mercúrio era sustentada por uma certa massa de ar, o volume' ou "mola", variava com o calor a qual era submetido. Amontons portanto argumentou que o zero absoluto deveria ser a temperatura na qual o volume de ar era reduzido a nada. De acordo com a escala por ele utilizada, o ponto de ebulição da água era +73 e o ponto de fusão do gelo +51, portanto o zero de sua escala seria equivalente a cerca de -240 °C. Essa aproximação do valor moderno adotado de -273,15 °C para o zero no termômetro de ar foi melhorada em 1779 por Johann Heinrich Lambert, que observou -270 °C como o "frio máximo".
Valores desta ordem para o zero absoluto não foram, entretanto, universalmente adotados nesse período. Pierre-Simon Laplace e Antoine Lavoisier, no seu tratado de 1780 sobre calor, chegaram a valores variando entre 1 500 a 3 000 graus abaixo do ponto de congelamento da água. John Dalton em Novo Sistema de Filosofia Química apresentou dez cálculos desse valor, e finalmente adotou -3 000 °C como o zero natural da temperatura.
Depois de James Prescott Joule ter determinado o equivalente mecânico do calor, Lorde Kelvin abordou o problema de um ponto de vista completamente diferente, e em 1848 inventou uma escala de temperatura absoluta que não dependia das propriedades da substância e era baseada somente nas leis fundamentais da termodinâmica. Ele baseou-se no princípio de que sua escala fosse construída com o zero em -273,15 °C, quase a mesma temperatura do zero no termômetro de ar.

## Temperaturas extremamente baixas

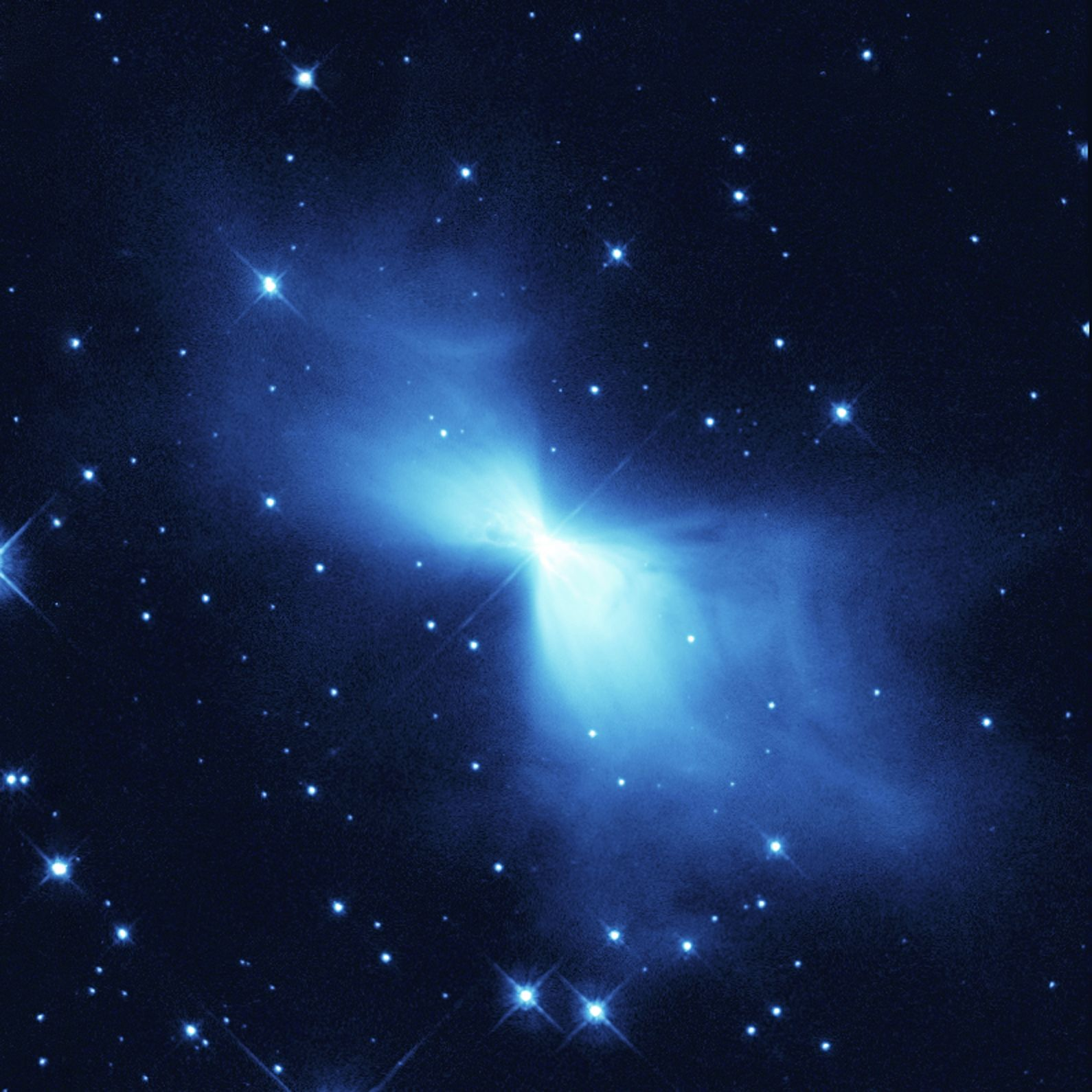
A rápida expansão dos gases que deixam a Nebulosa do Bumerangue, a cinco mil anos luz da Terra, é a causa da menor temperatura já observada fora de um laboratório: 1 K.

O zero absoluto não pode ser atingido, porém é possível chegar a temperaturas muito próximas dele através do uso de refrigeradores criogênicos e desmagnetização adiabática nuclear. O uso de resfriamento a laser já produziu temperaturas na ordem de bilionésimos de Kelvin. Em temperaturas extremamente baixas, nas vizinhanças do zero absoluto, a matéria exibe muitas propriedades extraordinárias, incluindo a supercondutividade (quando a matéria não exibe resistência elétrica), a superfluidez (quando a viscosidade de um fluido é zero) e a Condensação de Bose-Einstein.
A temperatura média do universo atualmente é de aproximadamente 2,73 K, baseada nas medições Radiação cósmica de fundo em micro-ondas Em maio de 2005, a Agência Espacial Europeia propôs uma pesquisa no espaço a fim de atingir temperaturas na ordem de femtoKelvins.

### Recordes
Até 2005 a temperatura mais baixa obtida para um condensado Bose-Einstein era de 450 pK, ou 0,00000000045 K, obtida por Wolfgang Ketterle e colegas do Instituto de Tecnologia de Massachusetts. A mais baixa temperatura já obtida foi de 100 pK, durante uma experiência de ordenação magnética nuclear em 1999 no Laboratório de Baixas Temperaturas da Universidade de Tecnologia de Helsinque.
Em 2012 foram feitos experimentos onde foi possível ultrapassar o zero absoluto, uma coisa que até então se acreditava ser impossível. Para chegar a esse resultado, cientistas da Universidade Ludwig Maximilian, na Alemanha, criaram um gás quântico com átomos de potássio alinhados de maneira específica com a ajuda de lasers e campos magnéticos. Assim, quando os campos magnéticos foram rapidamente ajustados, os átomos passaram de um estado de baixa energia para um estado com o mais alto nível de energia possível. Essa transição, aliada ao fato de que os átomos continuaram em ordem graças ao feixe laser, fez com que a temperatura do gás ultrapassasse alguns bilionésimos de graus abaixo da temperatura de zero absoluto (-273,15 °C). O físico teórico Achim Rosch, da Universidade de Colônia, na Alemanha, calcula que, em um sistema como esse, os átomos abaixo do zero absoluto passam a flutuar em vez de serem puxados pela gravidade. Outra peculiaridade desse gás é que ele passa a se comportar de maneira semelhante à da energia escura, força que ainda é considerada como um dos mistérios ainda não resolvidos da física e que tem papel fundamental na expansão do universo, já que desafia a gravidade que tenta fazer o universo voltar para o seu centro.
Em 2021, uma equipa de físicos do University of Bremen’s Center for Applied Space Technology and Microgravity, atingiu um novo recorde para a temperatura mais fria já registada num ambiente de laboratório: 38 picokelvins, ou seja, 10-12 Kelvin.

## Temperaturas abaixo do zero absoluto
Devido à definição formal de temperatura em termodinâmica, temperaturas abaixo do zero absoluto são possíveis, mas correspondem a temperaturas mais quentes do que temperaturas positivas.